# Wiroto
Wiroto is een bestuurslaag in het regentschap Rembang van de provincie Midden-Java, Indonesië. Wiroto telt 1752 inwoners (volkstelling 2010).